# Live in Manchester
Live in Manchester es un álbum doble en vivo del guitarrista Slash acompañado del cantante Myles Kennedy que recoge el concierto que dio el guitarrista angloamericano el 3 de julio de 2010 en la sala Academy de Mánchester (Reino Unido). El concierto hacía parte de la gira mundial iniciada después del lanzamiento de Slash, primer álbum epónimo del guitarrista. El disco fue grabado por la empresa Abbey Road Live. 
El álbum salió a la venta inmediatamente después del concierto. Tan solo se publicaron 1200 ejemplares del álbum que se agotó rápidamente y se ha convertido en una pieza de colección. El disco contiene temas recientes del álbum en solitario de Slash y también temas clásicos de Velvet Revolver, Slash's Snakepit y Guns N'Roses.

## Lista de canciones
| Disco uno |                                                      |          |  |
| N.º       | Título                                               | Duración |  |
| 1.        | «Ghost» (Slash)                                      | 4:37     |  |
| 2.        | «Mean Bone» (Ain't Life Grand)                       | 4:06     |  |
| 3.        | «Nightrain» (Appetite for Destruction)               | 5:34     |  |
| 4.        | «Dirty Little Thing» (Contraband)                    | 4:59     |  |
| 5.        | «Back from Cali» (Slash)                             | 4:02     |  |
| 6.        | «Beggars & Hangers-on» (It's Five O'Clock Somewhere) | 6:56     |  |
| 7.        | «Civil War» (Use Your Illusion II)                   | 8:16     |  |
| 8.        | «Rocket Queen» (Appetite for Destruction)            | 6:45     |  |
| 9.        | «Fall to Pieces» (Contraband)                        | 4:58     |  |
| 10.       | «Sucker Train Blues» (Contraband)                    | 5:58     |  |
| 11.       | «Nothing to Say» (Slash)                             | 7:50     |  |
| 12.       | «Starlight» (Slash)                                  | 6:00     |  |

| Disco dos |                                                  |          |  |
| N.º       | Título                                           | Duración |  |
| 1.        | «Watch This» (Slash)                             | 4:09     |  |
| 2.        | «The Godfather» (Solo)                           | 10:46    |  |
| 3.        | «Sweet Child O' Mine» (Appetite for Destruction) | 6:45     |  |
| 4.        | «Rise Today» (Alter Bridge)                      | 4:12     |  |
| 5.        | «Slither» (Contraband)                           | 10:23    |  |
| 6.        | «Communication Breakdown» (Led Zeppelin)         | 3:38     |  |
| 7.        | «Paradise City» (Appetite for Destruction)       | 10:48    |  |

## Créditos
| Slash - Slash – Guitarra - Myles Kennedy – Voz - Bobby Schneck – Guitarra rítmica - Todd Kerns – Bajo, coros - Brent Fitz – Batería | Abbey Road Live - Paul Nickson – grabación y mezcla Equipo de grabación - Caitlin Cresswell - Dan Hardingham - Holly Johnsen - Louise Downer - Margot Meyer - MJ - Noggin - Rizzo - Zach Bair |